# Paul Copu
Paul Copu (né le 7 août 1953) est un athlète roumain, spécialiste du 3 000 mètres steeple. 

## Biographie

### Palmarès
| Date | Compétition                    | Lieu     | Résultat | Épreuve         | Performance   |
| ---- | ------------------------------ | -------- | -------- | --------------- | ------------- |
| 1975 | Championnats d'Europe en salle | Katowice | 6e       | 3 000 m         | 8 min 04 s 0  |
| 1977 | Universiade                    | Sofia    | 2e       | 3 000 m steeple | 8 min 28 s 8  |
| 1978 | Championnats d'Europe          | Prague   | 5e       | 3 000 m steeple | 8 min 20 s 41 |
| 1979 | Universiade                    | Mexico   | 1er      | 3 000 m steeple | 8 min 57 s 7  |

### Records
| Épreuve         | Performance   | Lieu   | Date             |
| --------------- | ------------- | ------ | ---------------- |
| 3 000 m steeple | 8 min 20 s 41 | Prague | 3 septembre 1978 |